# Mad Mex Fresh Mexican Grill
Mad Mex Fresh Mexican Grill — австралійська мережа ресторанів швидкого харчування, яка пропонує споживачу мексиканську кухню, головний офіс базується в Сіднеї, Австралія, в той час як Mad Group володіє франшизою ресторанів в Новій Зеландії.
Mad Mex Fresh Mexican це тематика Начо, яка була визнана найкращою мережею мексиканських ресторанів по всій країніта отримала Lifestyle Food Awards.
Станом на листопад 2017 року працює 60 точок.
У 2019 році Mad Mex відкрила ресторани в Сінгапурі та Малайзії.